# من و ارل و دختر در حال مرگ (رمان)
من و ارل و دختر در حال مرگ (به انگلیسی: Me and Earl and the Dying Girl) اولین رمان نوشته شده توسط جسی اندروز است. نسخه جلد سخت آن در تاریخ ۱ مارس ۲۰۱۲ و جلد شومیز آن نیز ۷، ۲۰۱۳ انتشار یافت.

## طرح
پسری بی‌دست و پا بنام گرگ گینز در سال آخر دبیرستان است. او در می‌یابد که دوست دوران کودکی و هم مدرسه‌ای فعلی اش ریچل کاشنر دچار بیماری سرطان خون شده‌است. گرگ با ریچل در مورد کلکسیون بالشش صحبت می‌کند و آن دو قرار می‌گذارند تا به‌طور مرتب باهم دیدار کنند. پس از مدتی گرگ، ریچل را به دوست صمیمی اش ارل معرفی می‌کند که با همکاری هم فیلم‌های کوتاه کمدی در مورد فیلم‌های مشهور می‌سازند. علی‌رغم نارضایی گرگ، ارل او را متقاعد می‌کند تا کلکسیون فیلم‌های کوتاه را به او نشان بدهد و ریچل نیز از فیلم‌ها خوشش می‌آید. حال ریچل کم‌کم بدتر می‌شود و شروع به شیمی درمانی می‌کند و گرگ نیز زمان کمتری به مدرسه می‌رود و بیشتر اوقات خود را به مراقبت از ریچل اختصاص می‌دهد و یکی از هم کلاسی‌های گرگ بنام مدیسون هنگامی که باخبر می‌شود گرگ و ارل روی یک فیلم جدید کار می‌کنند به آن‌ها پیشنهاد می‌دهد یک فیلم دربارهٔ ریچل بسازند. ریچل گرگ را تشویق می‌کند تا برای رفتن به کالج ثبت نام کند. علی‌رغم اینکه گرگ در کالج قبول می‌شود اما تکالیف خود را انجام نمی‌دهد و کم‌کم مدرسه را رها می‌کند تا بتواند فیلم را تمام کند. پس از اینکه ریچل متوجه می‌شود شیمی درمانی اثری ندارد و حال او را بدتر می‌کند تصمیم می‌گیرد درمان خود را ادامه ندهد. به همین دلیل گرگ و ریچل باهم جروبحث می‌کنند و گرگ از تصمیم او ناراحت می‌شود و آنجا را ترک می‌کند و بخاطر اینکه نمی‌تواند به او کمک کند بسیار عصبانی می‌شود. در عصبانیت گرگ با ارل نیز جروبحث می‌کند و در خراب شدن رابطه دوستانه اش با ریچل ارل را مقصر می‌داند. در اواخر سال مدیسیون به گرگ اطلاع می‌دهد که ریچل تسلیم بیماری اش شده و به آسایشگاه رفته‌است. گرگ به آسایشگاه می‌رود و به وسیله یک ویدیو پروژکتور فیلمی را که برای ریچل ساخته روی دیوار مقابل اتاق ریچل به نمایش درمی‌آورد. ریچل اشک می‌ریزد و در حال تماشای فیلم به کما فرومی‌رود و چند ساعت بعد می‌میرد. در مراسم خاکسپاری گرگ و ارل دوباره رابطه دوستی خود را برقرار می‌کنند. گرگ داخل اتاق ریچل می‌رود و کارت پستال را پیدا می‌کند که ریچل برای او نوشته‌است. روی کارت ریچل توضیح داده نامه‌ای که به کالجی که قبلاً گرگ را قبول کرده بود فرستاده و توضیح داده که گرگ بخاطر او به کالج نرفته‌است. همچنین عکس‌هایی از خودش و ریچل و ارل پیدا می‌کند که نشان می‌دهد ریچل هنوز به یاد گرگ و ارل بوده‌است. گرگ با یکی از کتاب‌ها و بالش ریچل آنجا را ترک می‌کند و بعد از مدتی گرگ داستان خود و ریچل را می‌نویسد و به همراه فیلمی که برای ریچل ساخته به کالج می‌فرستد.

## رتبه
این کتاب دارای یک ۳٫۶/۵ امتیاز در گودریدز و ۴/۵ امتیاز در بارنز اند نوبل است.

## فیلم اقتباسی
فیلم من و ارل و دختر در حال مرگ اقتباسی است بر اساس این رمان که در پیتسبورگ فیلمبرداری آن آغاز و در ژوئن ۲۰۱۴ به کارگردانی Alfonso Gomez-Rejon با اقتباس فیلمنامه توسط خود نویسنده با بازیگرانی چون Thomas Mann، اولیویا کوکی، RJ Cyler، کانی بریتون با نیک آفرمنهای مولی شانونو جان برنثال. این فیلم برای اولین بار در ۲۰۱۵ جشنواره فیلم ساندنسکه در آن برنده هر دو جایزه تماشاگران (دراماتیک) و هیئت منصفه جایزه (دراماتیک) شده بود، به نمایش درآمد.